# Indigofera subargentea
Indigofera subargentea är en ärtväxtart som beskrevs av De Wild. Indigofera subargentea ingår i släktet indigosläktet, och familjen ärtväxter. Inga underarter finns listade i Catalogue of Life.